# Cases d'habitatges a la plaça de la Bomba, 3-5 (Igualada)
Les Cases d'habitatges a la plaça de la Bomba, 3-5 és una obra de Igualada (Anoia) inclosa a l'Inventari del Patrimoni Arquitectònic de Catalunya.

## Descripció
Construcció neoclàssica de gran monumentalitat degut a les seves dimensions en comparació amb les cases del voltant. Es tracta d'un ample edifici de tres pisos d'alçada i totalment simètric pel que fa a la seva estructura en la qual cada element ocupa el seu lloc ben definit ja des d'un principi per les portes de la planta baixa i seguida fidelment per les finestres de la segona i tercera plantes. Destaquen les estructures portants de les arcades de les portes de planta baixa construïdes amb pedra llisa sense cap intent de decoració, i els carreus rectangulars de pedra picada que conformen l'estructura mural de l'edifici.